# مقهى أندلسية
مقهى ومكتبة الأندلسية أو مقهى أندلسية أو مكتبة أندلسية تقع في شارع الأمير سلطان في جدة في أرقى المناطق، ويعتبر أول مقهى ثقافي حقيقي في جدة. أنشأه الإعلامي أحمد الشقيري. طراز المقهى وتصميمه وقائمته وخدماته راقية جدًا. أصبح مقهى الشقيري لسنوات الخيار الأمثل لمجموعات القراءة والدورات والمناسبات الثقافية كتدشين الكتب دون تكلفة على صاحب المناسبة وبهذه المكتبة وفَّر الشقيري للمثقفين مكان لتبادل الأفكار والخبرات وتعريف أنفسهم للناس.
ويعتبر هذا المقهى الثقافي بمدينة جدة المشروع المحلي الأول من نوعه للدمج بين المقهى والمكتبة في مكان واحد، وله طابع مميز للإستمتاع والاستفادة واستضافة الشخصيات الإعلامية لإقامة ندوات دورية واستضافة نوادي القراءة بالإضافة إلى تدشين الكتب الجديدة وتصوير بعض حلقات برنامج خواطر.

## مميزات المقهى
مميزات هذا المقهى كما يقول الشقيري هي: 

## مميزات المكتبة
ما يميز هذا المقهى هو أنه يحوي على مكتبةٍ للكتب ومكانًا للقراءة وقاعة للندوات التي يقيمها ضيوف من مختلف أرجاء الوطن العربي من الباحثين والمختصين في مجال تطوير الذات ومحاولة الرقي بالشباب العربي، منهم الشيخ طارق السويدان والشيخ محمد العوضي وغيرهم من الأساتذة الذين لهم بصمات في عالم التغيير.
لا يسعك وأنت تضع قدمك داخل مقهى أندلسية إلا أن تشعرَ بروحِ العلمِ في أرجاء المقهى، روحٌ تعود بك الذكريات إلى أيام العز، لأمة العلم والفكر، وترى الشباب يقرأون، فالكتب منتشرة في أرجاء المكان انتقاها الشباب بعناية فائقة لتقرأ في المقهى، مقهى يقصده الكُتَّاب والمفكرون والمؤلفون وكل من يهتم بالفكر والعقل والقراءة.

## طراز المكتبة
مقهى أندلسية الثقافي هو مكان يأخذك فوراً إلى أجواء الأندلس العبقة إلى مدينة غرناطة وقصر الحمراء واشبيلية من إحدى نوافذه الأندلسية المُزْدَانة بالورود، وتحت إحدى لوحات الأندلسية المُطَرَّزة والمكتوب عليها أروع الحِكَم، مكان تفوح منه رائحة الأمل في عودة الأمل بإعادة أمَّة اقرأ إلى القراءة، هذا هو هدف أحمد الشقيري، أن يعيد أمة اقرأ إلى سرٍ من أسرارِ التّفوق والتميُّز والانتصار، فالعلم هو السلاح الذي يجب أن يتعلم استعماله أي جندي قبل معركة إثبات الوجود ونصرة الإسلام.

## خصائص المكتبة
أندلسية مقهى ومكتبة في جوٍ ممنوع فيه تدخين السجائر والشيشة، مقهى أندلسية المتميز بالإتقان الشديد الذي يتميز به تشييد هذا المكان والاهتمام بالتفاصيل الصغيرة ابتداء بتناسق المفروشات وراحتها ودقة التصميم والذوق الرفيع في اختيار أدوات المائدة وانتهاءً بتميز المحاضرات التي تقام فيه والخدمات التي يقدمها، أندلسية ليست مقهى فقط كما يقول الزوّار، بل هو صالون ثقافي بديع يجمع روح الأصالة والفن الأندلسي مع روحٍ إسلامية عصرية تسعى لخلق جيل واعٍ عارف بدينه وفخور بتاريخه وحريص على بناء مستقبله.

## خصائص المقهى
المقهى ليس للشباب فقط ولكن يوجد أيضاً قسم للعائلات، وبالإمكان ترتيب حضور محاضرات سيدات بترتيب مسبق، وقد قامت نسيبة المطوع بزيارة المقهى مؤخراً وإطلعت على هذه التجربة الفريدة من نوعها وأثنت عليها. ويتوفر في هذا المقهى مشروبات ساخنة وباردة لذيذة وحتى يمكنك أن تستمتع بوجبة خفيفة ولذيذة وأثناء تناولك لهذه الوجبة يمكنك الاستماع لمحاضرة على شاشة التلفاز الكبيرة الموضوعة في وسط المقهى.